# محمدتقی میرزا معتضدی
محمدتقی میرزا معتضدالدوله (زادهٔ ۱۲۵۳ خورشیدی) با نام خانوادگی معتضدی شاهزاده قاجار و از ملاکان خراسان و نماینده مجلس شورای ملی بود.
محمدتقی میرزا کارمند دولت و ملّاک بود و روابط گرمی با امیر شوکت‌الملک علم، مصباح‌السلطنه اسدی، و سید محمد تدین داشت، به‌گونه‌ای که ورودش به عرصهٔ سیاست را مدیون شوکت‌الملک بود.
معتضدی در سال ۱۳۰۹ به نمایندگی بیرجند و قائنات به مجلس شورای ملی رفت (دورهٔ هشتم) که قلمرو نفوذ شوکت‌الملک بود. در دوره نهم در مجلس حضور نداشت و در دوره دهم (سال ۱۳۱۴) به نمایندگی سبزوار انتخاب شد. سه دوره بعد را نیز بر کرسی سبزوار در مجلس نشست (تا دوره سیزدهم).
در دوره یازدهم در یازدهم اردیبهشت ۱۳۱۷ که عبدالوهاب مؤیداحمدی پس از پنج سال عضویت از جانب مجلس در هیئت نظارت بر بانک ملی و ذخیره اسکناس، از این سمت کناره گرفت، نمایندگان معتضدی را به جای او برای نظارت بر بانک ملی تعیین کردند. اما یک هفته بعد معتضدی از این سمت استعفا داد و دلیل آن را گرفتاری‌های شخصی عنوان کرد. در نتیجه مؤیداحمدی همچنان به عنوان نماینده ناظر بر بانک ملی ابقا شد. 
محمدتقی میرزا فرزند محمدحسن میرزا معتضدالدوله بود و همسرش سلطنت خانم نام داشت.
| انتخابات                   | سال  | حوزهٔ انتخابیه   | آرا    | کل آرا | نتیجه | منبع  |
| -------------------------- | ---- | --------------- | ------ | ------ | ----- | ----- |
| دور هشتم مجلس شورای ملی    | ۱۳۰۹ | بیرجند (قائنات) | ۶٬۱۳۷  | ۱۱٬۷۸۵ | برنده | [ ۵ ] |
| دور دهم مجلس شورای ملی     | ۱۳۱۴ | سبزوار          | ۲۲٬۸۶۲ |        | برنده | [ ۶ ] |
| دور یازدهم مجلس شورای ملی  | ۱۳۱۶ | سبزوار          | ۲۰٬۸۵۱ | ۲۲٬۷۷۶ | برنده | [ ۷ ] |
| دور دوازدهم مجلس شورای ملی | ۱۳۱۸ | سبزوار          | ۲۰٬۵۹۷ | ۲۲٬۲۱۵ | برنده | [ ۸ ] |
| دور سیزدهم مجلس شورای ملی  | ۱۳۲۰ | سبزوار          | ۱۲٬۶۰۵ | ۱۴٬۳۱۸ | برنده | [ ۹ ] |